# Burkhard Oly
Burkhard Oly (* 10. Juli 1938 in Bad Orb; † 18. April 2008 in Hanau) war ein deutscher Bildhauer und Goldschmied.

## Leben
Burkhard Oly begann 1957 gemeinsam mit seiner späteren Ehefrau die Ausbildung an der Staatlichen Zeichenakademie in Hanau. 
Monika und Burkhard Oly heirateten 1960 und machten sich 1963 in Wirtheim mit dem Aufbau einer gemeinsamen Gold- und Silberschmiedewerkstatt und seines Bildhauerateliers künstlerisch selbständig.
Im Jahre 1963 wurde Oly mit dem Bayerischen Staatspreis ausgezeichnet, im Jahre 1971 mit dem Großen Silberpreis von Mexiko.
In den 1970er und 80er Jahren wurde der von Oly entworfene Edelmetallstempel mit einem Lächeln, das sich aus den drei Buchstaben des Familiennamens zusammensetzt, zu einem  Markenzeichen im Schmuckdesign. Heute ist der Name Oly für Juwelier- und Schmuckwaren sowie Zeitmessinstrumente als Marke beim Deutschen Patent- und Markenamt eingetragen.
Ab 1971 baut das Ehepaar eine Galerie in Gelnhausen auf, die sich auf zeitgenössisches europäisches Design und Kunsthandwerk konzentriert.
2008 verstarb Burkhard Oly an einer Krebserkrankung, gegen die er bereits seit 2005 gekämpft hatte. Er war verheiratet mit der Goldschmiedin Monika Oly, mit der er einen Sohn hat.